# Antti Everi
Antti Everi (* 22. Dezember 1981 in Huittinen) ist ein finnischer Gewichtheber im Superschwergewicht.
Antti Everi wuchs in Pori auf, wo er inspiriert durch Kaarlo Kangasniemi und Jouni Grönman mit dem Gewichtheben begann. Er studierte an der Technischen Universität Tampere und arbeitet nun als IT-Experte in Helsinki.
Er ist bei dem Club Tampereen Pyrintö aktiv und der erfolgreichste finnische Gewichtheber in den letzten Jahren. Seine persönliche Bestleistung liegt bei 375 kg (174 kg/204 kg). 2008 wurde er für die Teilnahme bei den Olympischen Sommerspielen in Peking nominiert.
Seine fünf Jahre jüngere Schwester Anna-Maria betreibt ebenfalls das Gewichtheben als Leistungssport; sie wurde bei den EM 2012 Sechste in der 63-kg-Klasse.

## Internationale Erfolge
(EM: Europameisterschaften – WM: Weltmeisterschaften – OS: Olympische Spiele)
- 2001: 9. Platz bei der EM in Trenčín
- 2005: 14. Platz bei der EM in Sofia
- 2006: 9. Platz bei der EM in Władysławowo
- 2007: 9. Platz bei der EM in Straßburg, mit 371 kg (168 kg + 203 kg)
- 2007: 17. Platz bei der WM
- 2008: 11. Platz bei der EM in Lignano, mit 375 kg (174 kg/201 kg)
- 2008: 11. Platz bei den OS in Peking, mit 366 kg (171 kg + 195 kg)
- 2009: 8. Platz bei der EM mit 358 kg (160 kg + 198 kg)